# Роська (приток Малицы)
Роська — река в Тверской области России, протекает по территории Торжокского, Лихославльского и Калининского районов. Исток находится в районе деревни Щекино Торжокского района. Впадает в реку Малицу в 4,5 км от устья по правому берегу, недалеко от деревни Кашенцево Калининского района. Длина — 15 км, площадь водосборного бассейна — 89,8 км².

## Данные водного реестра
По данным государственного водного реестра России относится к Верхневолжскому бассейновому округу, водохозяйственный участок реки — Тверца от истока (Вышневолоцкий гидроузел) до города Тверь, речной подбассейн реки — Волга до Рыбинского водохранилища. Речной бассейн реки — (Верхняя) Волга до Куйбышевского водохранилища (без бассейна Оки).
Код объекта в государственном водном реестре — 08010100512110000002345.